# Creta di Aip
La Creta di Aip (Trogkofel in tedesco) (2279 m s.l.m.) è una montagna delle Alpi Carniche: il versante sud si trova in territorio italiano ed è compreso nei comuni di Paularo, Moggio Udinese e Pontebba (in provincia di Udine), mentre il versante nord si trova in territorio austriaco. La parte sommitale della montagna è un ampio piano leggermente inclinato da nord verso sud, caratterizzato da tavolati di roccia intersecati da grandi fratture in cui si sviluppano notevoli fenomeni carsici.